# Жданови
Жданови (груз. ჟდანოვი) ранее Ждановакани (груз. ჟდანოვაკანი, арм. Ժդանովական), — село в Ниноцминдском муниципалитете края Самцхе-Джавахети (община Гореловка) в Грузии.

## География
Расположено на берегу озера Мадатапа, на высоте 2130 метров над уровнем моря.

## Население
По данным на 2002 год население села составляет 542 человек (268 мужчины и 274 женщины). 99 % населения села составляли армяне.
По данным переписи 2014 года в селе проживает 393 человек.
| Год переписи | Население |
| ------------ | --------- |
| 2002         | 542       |
| 2014         | 393▼      |

## Примечание
1. 1 2 3  მოსახლეობის საყოველთაო აღწერა 2014. საქართველოს სტატისტიკის ეროვნული სამსახური (ნოემბერი 2014). Дата обращения: 26 ივლისი 2016. Архивировано 27 марта 2019 года.
2. 1 2  საქართველოს მოსახლეობის 2002 წლის პირველი ეროვნული საყოველთაო აღწერის ძირითადი შედეგები. Дата обращения: 2 апреля 2012. Архивировано 25 сентября 2019 года.